# William Ramsay
William Ramsay (Glasgow, 2 ottobre 1852 – High Wycombe, 23 luglio 1916) è stato un chimico scozzese.

## Biografia
Fu allievo di Rudolph Fittig a Tubinga, dove si laureò nel 1872. Dopo aver insegnato per due anni nella città natale, nel 1874 divenne assistente all'Università di Tubinga; nel 1884 ebbe la cattedra di chimica all'università e dal 1887 fino al 1913 occupò la cattedra di chimica inorganica all'University College di Londra.
Tra il 1885 e il 1890 la comunità scientifica gli deve la scoperta dei gas nobili: argon, elio, neon, kripton e xeno (gli ultimi tre in collaborazione con Morris Travers). Sue sono inoltre le teorie sui volumi molecolari, sulle tensioni superficiali e sui pesi molecolari dei metalli.
Nel 1903 fu coadiuvato da Frederick Soddy.
Ramsay fu insomma uno dei più grandi chimici dell'Ottocento; i suoi studi posero le nuove basi della chimica-fisica moderna. Con Sidney Young studiò lo stato critico, la relazione tra pressione di vapore e temperatura e altre proprietà dei liquidi (regola di Ramsay-Young).
Tra le sue numerose opere anche divulgative e storiche va particolarmente ricordata Essays Biographical and Chemical (Chimica e chimici; del 1908). Nel 1895 aveva ricevuto la medaglia Davy della Royal Society e nel 1904 per gli elementi chimici scoperti fu insignito del Premio Nobel per la Chimica.

## Scritti

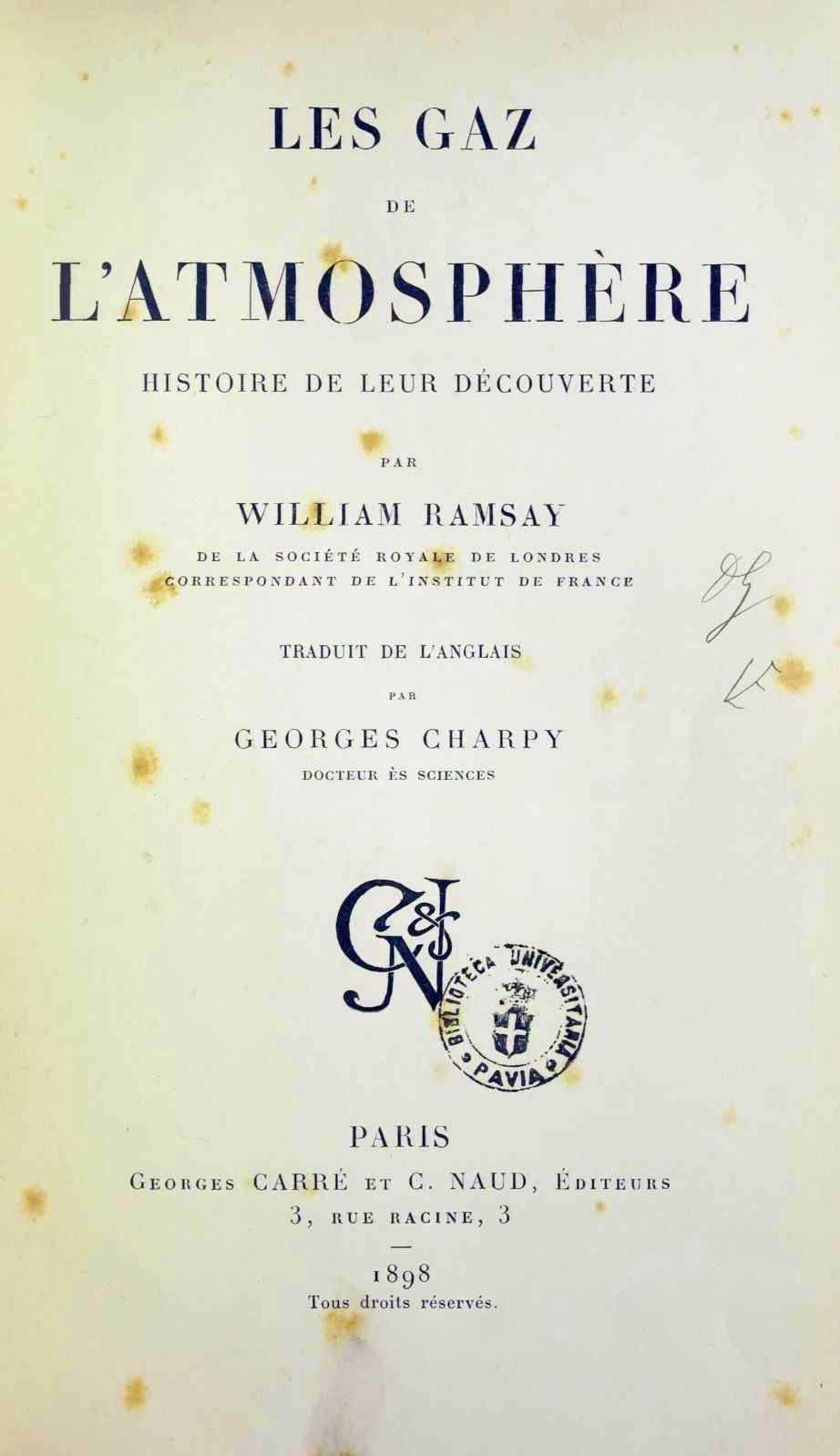
Les gaz de l'atmosphère, 1898

- A system of inorganic chemistry (London: J. & A. Churchill, 1891)
- Modern chemistry (Volume 1): Theoretical Chemistry (London: J. M. Dent & Co., 1903)
- Modern chemistry (Volume 2): Systematic Chemistry (London: J. M. Dent & Co., 1907)
- Essays, Biographical and Chemical (London: A. Constable & Co., 1908)
- Elements and electrons (London: Harper bros., 1912)
- The gases of the atmosphere, the history of their discovery (London: Macmillan and co., 1915)